# Ken Anderson
Kenneth Anderson (6 de marzo de 1976) es un luchador profesional y actor estadounidense, como luchador y con Top Rank Boxing como locutor. más conocido por su nombre artístico Ken Anderson, Mr.Anderson o Mr. Kennedy en la World Wrestling Entertainment (WWE) y en la Total Nonstop Action Wrestling.
Anderson ha sido dos veces Campeón Mundial al haber ganado dos veces el Campeonato Mundial Peso Pesado de la TNA. También logró un reinado como Campeón de los Estados Unidos de la WWE y ganó el Money in the Bank de WrestleMania 23.

## Vida personal
Anderson es el hijo de James Alan Holmes y Sheryl Anderson y tiene una hermana, Jennifer Holmes. Su padre murió el 13 de abril de 2006 de cáncer.
Anderson se graduó en la Washington High School en Two Rivers, Wisconsin. Durante su estancia en la escuela, destacó en varios deportes, como la natación o carreras. Además, anunció los partidos de baloncesto de la escuela e hizo un programa de radio en su clase de telecomunicaciones. Mientras hacía esto, un amigo le sugirió el que repitiera los apellidos de las personas, para hacerlo más divertido, broma que usaría más adelante en su carrera como luchador. Más adelante conoció a Paul Heyman, quien le animó a probar suerte en la lucha libre profesional.
Antes de empezar su carrera como luchador, trabajó como jefe de seguridad en una central nuclear y fue entrenador personal. También sirvió en la armada del Ejército de los Estados Unidos.

## Carrera

### Inicios
Después de haber servido a la armada de Estados Unidos, Anderson fue entrenado por los dueños de All-Star Championship Wrestling, Eric Hammers y Mike Krause. Él continuó su entrenamiento con la leyenda Ken Patera. Anderson fue invitado a participar en WWE Jacked, Velocity y Heat, WWF TNA Xplosion como un trabajador ocasional varias veces hasta febrero del 2005, cuando Anderson firmó un contrato de desarrollo con la World Wrestling Entertainment.

### World Wrestling Entertainment (2005-2009)

#### 2005

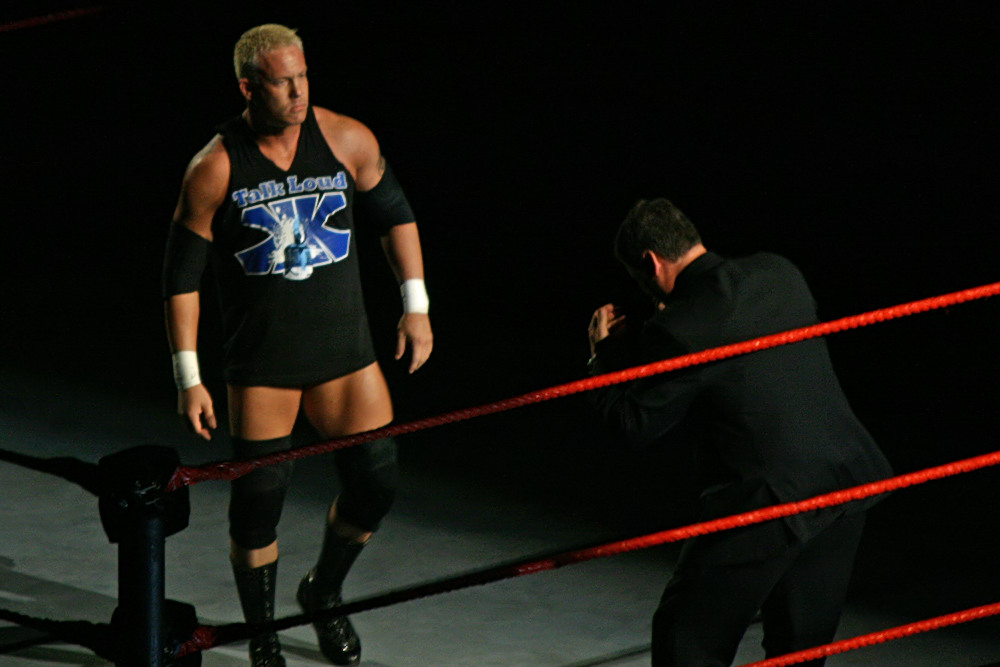
Su gimmick de anunciador le hizo tener enfrentamientos con estos al no gustarle como le presentaban, ganando el premio al Mejor Gimmick en 2005 por el WON.

Después de entrenar en la Ohio Valley Wrestling, Anderson debutó en SmackDown! el 25 de agosto de 2005 bajo el nombre de Ken Kennedy. Durante la lucha, él mismo se presentó, alegando que no le gustaban como presentaba Tony Chimel. En su primera lucha derrotó a Funaki. Durante las siguientes semanas, se enfrentó a Tony Chimel, presentándose todos los días él mismo. Tras esto comenzó una rivalidad con Hardcore Holly, luego que el 30 de septiembre en SmackDown!, Kennedy & JBL derrotaran a Holly & Rey Mysterio. El 7 de octubre en SmackDown!, Kennedy apareció durante la lucha entre Holly y Sylvan, costándole el combate. Su primera lucha en un evento PPV fue el 9 de octubre en No Mercy, derrotando a Hardcore Holly y lastimándole las costillas por aplicarle mal un "Green Bay Plunge". En octubre tuvo una corta rivalidad con Eddie Guerrero, haciendo equipo con Randy Orton para enfrentar a Guerrero & Batista el 21 de octubre, pero el combate quedó sin resultado. Debido a esto, la semana siguiente Kennedy, Orton & Bob Orton se enfrentaron a Guerrero, Batista & Roddy Piper, siendo derrotados.
El 11 de noviembre del 2005, Kennedy se enfrentó a Eddie Guerrero en una lucha por estar en el "Team SmackDown" de Survivor Series, pero Guerrero le derrotó haciendo trampas tras engañar al árbitro haciéndole creer que Kennedy le había golpeado con una silla, perdiendo Kennedy por descalificación como resultado. Tras el combate, Kennedy atacó con una silla a Guerrero. Esta fue la última lucha de Guerrero, ya que él falleció 2 días después a causa de un ataque al corazón. En entrevistas sobre ese incidente, Kennedy ha declarado que considera esto como un "desafortunado honor". Tras esto, Kennedy se cambió el nombre a Mr. Kennedy. Sin embargo en diciembre durante unos Tours en el extranjero, en el segundo día en Italia el 4 de diciembre, sufrió una seria lesión en el músculo dorsal ancho. Luego de la cirugía el 6 de diciembre, Kennedy tuvo que estar fuera del ring por casi 6 meses mientras se rehabilitaba su legítima lesión.

#### 2006
A pesar de su lesión, Kennedy continuó haciendo apariciones en SmackDown y en Velocity. durante los meses de enero y febrero. También hizo una aparición el 11 de febrero en WWE Byte This! con Todd Grisham para mantener su popularidad. Durante dichas apariciones, Kennedy estuvo haciendo de comentarista en algunos combates de la División Crucero. El 10 de mayo (emitido el 17) en OVW, Kennedy hizo su regreso al ring enfrentando al Campeón Pesado de la OVW CM Punk en un combate por el título, pero fue derrotado. Kennedy hizo su regreso a SmackDown! el 9 de junio, derrotando a Scotty 2 Hotty. Las siguientes semanas derrotando a diferentes jobbers hasta que el 14 de julio en SmackDown!, Matt Hardy le derrotó vía pin, finalizando la racha de Kennedy que nunca había perdido por pin ni rendición. El 21 de julio en SmackDown!, Kennedy de manera voluntaria se ofreció como reemplazo del lesionado Mark Henry en su lucha frente a Batista en The Great American Bash. En el evento, Kennedy ganó la lucha por descalificación. Durante dicho combate, sufrió una lesión luego de ser lanzado de cabeza contra las escaleras de acero, lo que requirió veinte puntos de sutura en el cráneo. Kennedy entró en una corta rivalidad con Batista, derrotándolo el 28 de julio por cuenta de ring, perdiendo la semana siguiente con Batista. Kennedy ayudó a Los McMahons (Vince & Shane) en su rivalidad con D-Generation X (Triple H & Shawn Michaels) apareciendo SummerSlam a atacarles y el 28 de agosto en RAW luchando junto a William Regal & Finlay contra DX, siendo derrotados.
El 1 de septiembre derrotó en SmackDown! a Finlay y Bobby Lashley, ganando el Campeonato de los Estados Unidos de la WWE. El 8 de septiembre en SmackDown!, Kennedy anunció que quería ser transferido a RAW debido a que SmackDown! ya no le interesaba porque según él, ya había derrotado a todo el Roster. Esto llevó a que el SmackDown! General Mánager Theodore Long le programa un combate con Undertaker. Kennedy enfrentó a The Undertaker en No Mercy sin el título en juego, ganando por descalificación al ser golpeado con el cinturón. El 13 de octubre en SmackDown!, Kennedy reclamó que quería ser transferido a RAW, por lo que Theodore Long le pactó un combate contra Chris Benoit con el Campeonato en juego y sí ganaba, Kennedy se podría ir a RAW. En dicho combate terminó perdiendo el título ante Benoit tras la distracción de Undertaker. Durante los meses de noviembre y diciembre, Kennedy se alió con MVP para combatir con sus respectivos rivales Brothers of Destruction (Undertaker & Kane). Luego Undertaker retó a Kennedy a un First Blood Match en Survivor Series, ganando Kennedy la lucha con la ayuda de Montel Vontavious Porter. Su rivalidad terminó en Armageddon en un Last Ride Match con victoria para Undertaker.

#### 2007

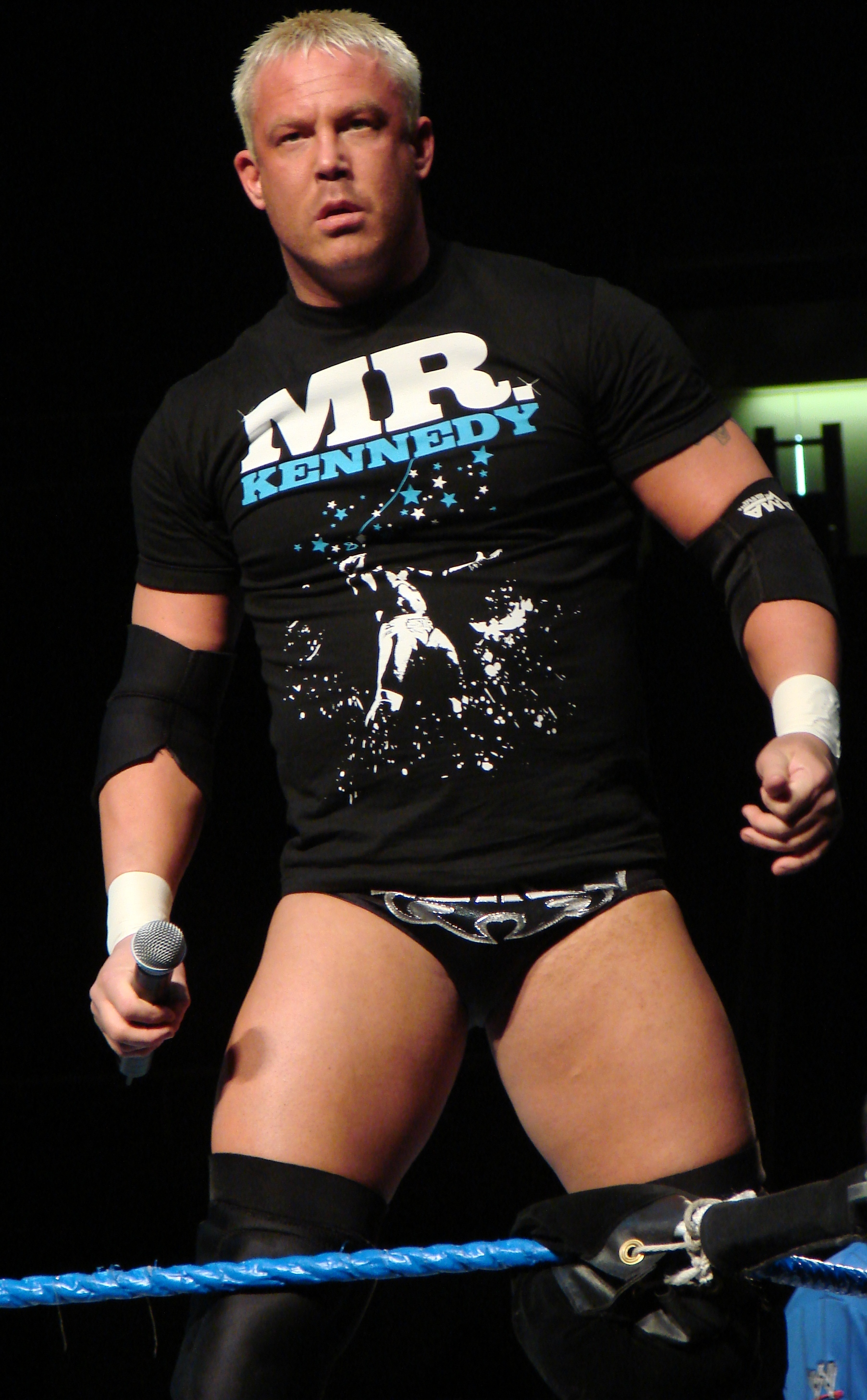
A pesar de sus habilidades con el micro, las lesiones que sufrió en la WWE hizo que perdiera la confianza de los directivos.

En Royal Rumble se enfrentó a Batista en una lucha por el Campeonato Mundial Peso Pesado de la WWE, ganando la lucha Batista. Después empezó una rivalidad con Bobby Lashley, a quien se enfrentó en tres ocasiones con el Campeonato Mundial de la ECW de Lashley en juego, la primera en No Way Out, donde ganó Lashley por descalificación, la segunda el 20 de febrero de 2007 en ECW on SciFi, ganando Lashley en una lucha donde también participó Hardcore Holly y el 2 de marzo de 2007 en SmackDown!, donde retuvo Lashley de nuevo. En WrestleMania 23 participó en el Money in the Bank, luchando contra Matt Hardy, Jeff Hardy, King Booker, Edge, Randy Orton, Finlay y CM Punk, ganando Kennedy la lucha y el maletín con una oportunidad por un título mundial. Sin embargo, el 6 de mayo sufrió una lesión que le mantuvo apartado del ring entre 5 y 7 meses, por lo que se programó una lucha el 7 de mayo en RAW donde perdió el maletín ante Edge.
Durante su inactividad como parte del WWE Draft el 11 de junio, fue trasladado a RAW. Luego se descubrió que su lesión no era grave como se pensaba e hizo su debut en RAW el 2 de julio contra Super Crazy en un Beat the Clock Match, antes de la lucha, este habló con Crazy para que se dejase ganar debido a que Ken tenía una superioridad a él y lo podía lastimar peor, entonces Crazy aceptó, luego llegó la lucha por una oportunidad al Campeonato de la WWE con Beat the Clock Challenge, Kennedy se confió debido a su charla anterior, entró al ring y se demoró presentándose así mismo como siempre ,pero el momento de distracción fue aprovechado por Crazy siendo derrotado en pocos segundos con un roll-up.
En RAW empezó una rivalidad con Bobby Lashley el 9 de julio tras atacarlo durante su combate con King Booker. El mismo día, Kennedy & Booker fueron derrotados por Lashley & Jeff Hardy. El 30 de julio en RAW, Kennedy se enfrentó a Lashley, derrotándolo tras lesionarlo. Luego tuvo una rivalidad con Umaga y Carlito, luchando los tres en SummerSlam por el Campeonato Intercontinental de la WWE de Umaga, reteniéndolo después de cubrir a Kennedy. El 10 de septiembre en RAW, Mr. McMahon anunció que Kennedy había sido suspendido por "hacerse pasar por un McMahon" (Kayfabe). Eso se usó para explicar su ausencia, debido a que Kennedy había sido nombrado una de las 11 superestrellas implicadas en un escándalo de esteroides y por lo tanto, fue suspendido por 30 días por la política de bienestar de WWE. Hizo su regreso el 1 de octubre en RAW enfrentando al Campeón de la WWE John Cena, siendo derrotado pero lesionándolo del hombro. Luego tuvo una rivalidad con Jeff Hardy, enfrentándose junto a Lance Cade & Trevor Murdoch a Hardy, Paul London & Brian Kendrick en No Mercy, ganando Kennedy y sus compañeros. El 8 de octubre en RAW, Kennedy se enfrentó a Hardy por el Campeonato Intercontinental, pero fue derrotado. En Cyber Sunday fue una de las tres opciones, junto a Shawn Michaels y Hardy para enfrenatarse al Campeón de la WWE Randy Orton, saliendo elegido Michaels, por lo que en ese evento, Hardy y Kennedy lucharon entre sí en un combate sin Título en juego, ganando Kennedy. Su rivalidad terminó en Survivor Series, en donde el Team HHH (Triple H, Kane, Rey Mysterio & Jeff Hardy) derrotaron al Team Umaga (Umaga, Big Daddy V, Finlay, MVP & Mr. Kennedy).
Luego empezó una rivalidad con Shawn Michaels, durante el cual atacó a su amigo Marty Jannetty en el RAW XV Anniversary. Ambos se enfrentaron en Armageddon, ganando la lucha Michaels. Sin embargo el 31 de diciembre en la revancha en RAW, Kennedy venció a Michaels.

#### 2008-2009
Durante enero, Kennedy continuó su rivalidad con Shawn Michaels, siendo derrotado por él en RAW el 21 de enero. Kennedy participó del Royal Rumble logrando eliminar a Michaels, pero siendo eliminado por Batista. Después de Royal Rumble, el 28 de enero Kennedy le lanzó un desafío a Ric Flair a un combate en No Way Out, donde la carrera de Flair estaría en juego, empezando una rivalidad. En No Way Out se enfrentó a Flair en una lucha donde, si Flair perdía, se debía retirar de la lucha libre profesional. En el evento, ganó Flair. Luego peleó en el Money in the Bank de WrestleMania XXIV, enfrentándose a Chris Jericho, MVP, Carlito, CM Punk, Shelton Benjamin y John Morrison, ganando Punk la lucha y el maletín.
Tras esto, se tomó un tiempo fuera de la lucha libre para grabar una película, volviendo como Face en RAW, empezando una rivalidad con el King of the Ring y RAW General Mánager William Regal, derrotádole el 19 de mayo en una lucha donde, al perder Regal, fue despedido de la WWE (Kayfabe). Luego empezó una rivalidad con Paul Burchill, derrotándole en varias luchas, el cual finalizó cuando, en el Draft, Kennedy fue enviado de nuevo a SmackDown! junto con Triple H tras la victoria de Edge en una Battle Royal'. En su primera aparición en SmackDown fue el 4 de julio, en donde se enfrentó por el Campeonato de los Estados Unidos de la WWE contra el campeón Matt Hardy, Chavo Guerrero, Shelton Benjamin. En la lucha, Hardy retuvo el título. Después empezó una rivalidad con Umaga después de que le atacara tras una lucha contra Domino. Ambos lucharon el 18 de julio en SmackDown, siendo Kennedy derrotado y en el Dark Match de The Great American Bash, perdiendo nuevamente Kennedy. Más tarde el 25 de agosto se enfrentó en una Battle Royal a Big Show, The Great Khali, Jeff Hardy, MVP y Umaga por una oportunidad por el Campeonato de la WWE en SummerSlam 2008, ganando la lucha Khali.
En un posterior House Show, Kennedy se dislocó el hombro en un combate ante Shelton Benjamin. Kennedy comunicó en su web que iba a someterse a una fuerte rehabilitación y entrenamiento para no operarse y estar el mínimo tiempo posible de baja, entre dos y cuatro semanas, pero al ver su escaso progreso, decidió pasar por el quirófano.
Su regreso se produjo en el programa de RAW del 24 de noviembre para presentar su película.
El 15 de abril de 2009, fue enviado a la marca RAW por el draft suplementario. Regresó de su lesión el 25 de mayo de 2009 en RAW haciendo equipo con Batista, MVP, Jerry Lawler & John Cena derrotando a Randy Orton, Cody Rhodes, Ted DiBiase, Big Show & The Miz, pero fue despedido de la WWE el 29 de mayo.

### Circuito independiente (2009-2010)
Después de ser despedido, comenzó a usar el nombre de Mr. Anderson, enfrentándose en el 36º aniversario de la World Wrestling Council (WWC) a Umaga, combate que perdió Anderson. También luchó en la Nu Wrestling Evolution, ganando el Campeonato Peso pesado de la NWE. Participó en el tour de Hulk Hogan Hulkamania - Let The Battle Begin, derrotando el 21 de noviembre a Sean Morley, derrotando junto a Brutus Beefcake a Orlando Jordan & Rumaga el 26 de noviembre y derrotando a Umaga el 28 de noviembre. También derrotó a Armando Estrada el 5 de diciembre, siendo esta la última lucha de Estrada.

### Asistencia, Asesoría y Administración (2010)
Mr. Anderson se presentó en la Asistencia, Asesoría y Administración en lucha en el evento Rey de Reyes 2010, mano a mano contra Electroshock y El Mesías por el Megacampeonato de AAA donde el mismo Anderson se rindió con una técnica elaborada por Electroshock aprovechando la lesión de tenía el Mesías, a causa de un ataque previamente provocado por L. A. Park en esa misma noche.

### Total Nonstop Action Wrestling (2010-2016)

#### 2010

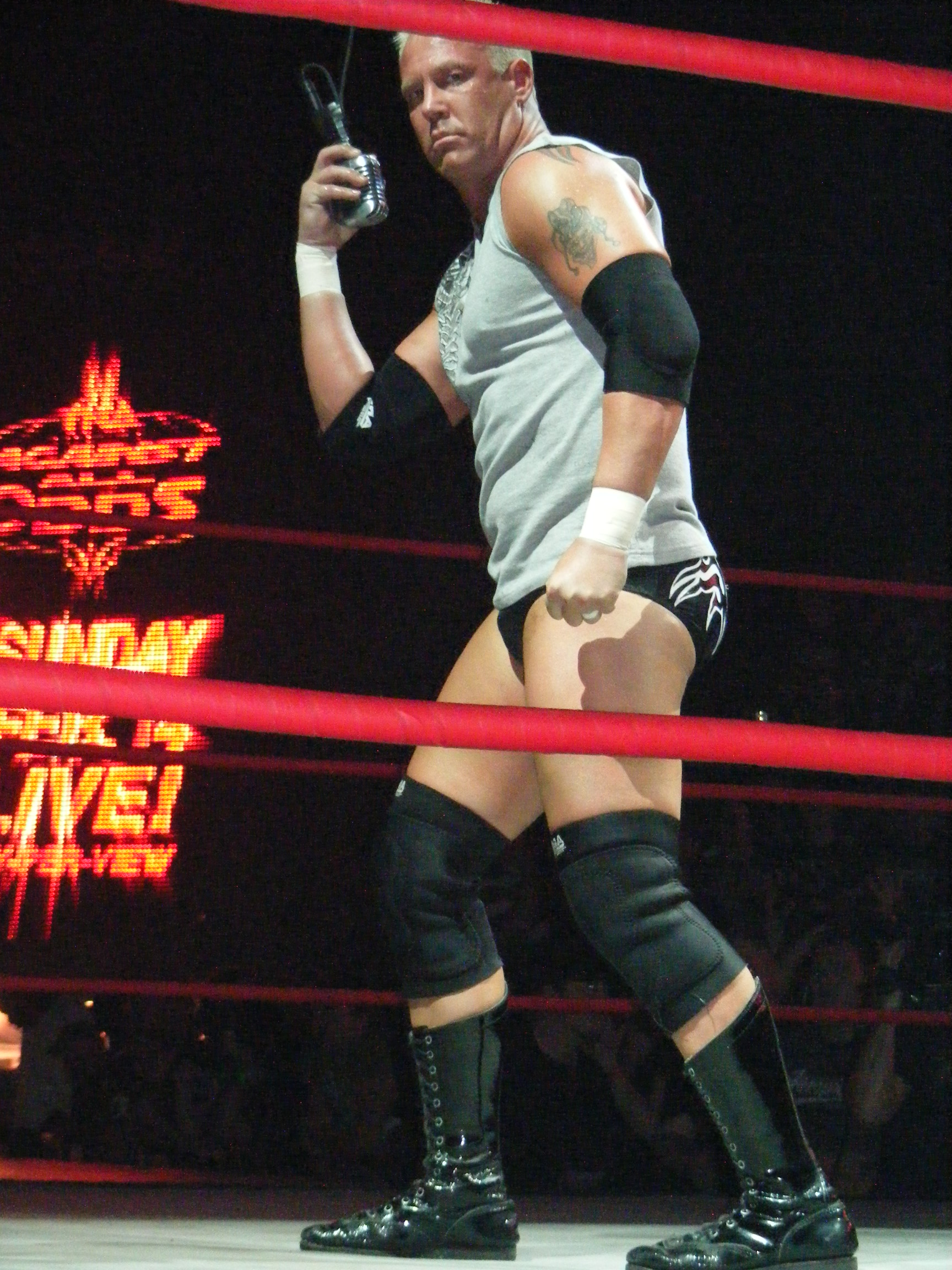
A su regreso a la TNA en 2010, Anderson siguió usando su Gimmick de anunciador que desarrolló en la WWE, bajo el nombre de Mr. Anderson.

Anderson debutó como Heel en la Total Nonstop Action Wrestling (TNA) en el evento Genesis, derrotando a Abyss. Tras esto, participó en un torneo para nombrar al retador número uno por el Campeonato Mundial Peso Pesado de la TNA, derrotando a Brutus Magnus para clasificarse. En Against All Odds, derrotó a Kurt Angle en los cuartos de final y a Abyss en la semifinal, pero perdió ante D'Angelo Dinero en la final. A causa de su victoria, empezó una rivalidad con Angle, siendo derrotado por él en Destination X y en un Steel Cage Match en Lockdown. Tras esto inició una rivalidad con Jeff Hardy enfrentándose en Sacrifice siendo derrotado. Sin embargo, después de la lucha, le ofreció la mano a Hardy, quien la rechazó. A pesar de esto, el 20 de mayo en TNA iMPACT! giró completamente a Face al ayudar a Hardy a derrotar a Sting. Tiempo después formó un Tag Team junto a Jeff Hardy llamado "The Enigmatic Assholes". Su primera lucha como conjunto fue en Slammiversary VIII donde derrotaron a Beer Money Inc. (James Storm & Robert Roode). El 14 de junio se reveló que él era uno de los tres luchadores más altos en el TNA Ranking System junto a Jeff Hardy y Abyss. Se realizó una lucha entre los tres para determinar el primer contendiente al Campeonato Mundial Peso Pesado de la TNA de Rob Van Dam, sin embargo la lucha acabó con cuenta fuera para los tres, por lo que Hulk Hogan determinó que los tres lucharían por el título. Durante las semanas previas a Victory Road, Anderson empezó a tener una conducta extraña hacia Hardy, pareciendo que le atacaría en cualquier momento, atacándole incluso con una silla de acero. En el evento, Van Dam retuvo el título.
En el iMPACT! siguiente, rescató a D'Angelo Dinero de una paliza de Matt Morgan. A la semana siguiente, derrotó a Morgan, tras la cual, Dinero salvó a Anderson de Morgan. A pesar de esto, Dinero, al haber sido lesionado por Anderson, no se fio de él, pactándose el 12 de agosto en The Whole F*n Show una lucha entre Dinero, Anderson y Morgan, resultando ganador Morgan, quien se aprovechó de la lucha entre Dinero y Anderson. Tras esto, pasó a formar parte de un torneo para definir al nuevo Campeón Mundial Peso Pesado de la TNA, derrotando a Jay Lethal el 19 de agosto y a Dinero en No Surrender. Sin embargo, debdio a que los otros dos participantes, Kurt Angle y Jeff Hardy quedaron empate, se pactó una lucha entre los tres en Bound for Glory, lucha que ganó Hardy después de cambiar a Heel al atacarles con muletas y cubrir a Anderson, revelándose como parte de They. Dos semanas después, tras perder ante Kazarian en un Ultimate X Match, Hardy le golpeó con una silla en la cabeza, causándole una conmoción que le impidió luchar las semanas siguientes.
Anderson hizo su regreso el 2 de diciembre, anunciándose como el árbitro para la lucha entre Hardy y Matt Morgan en Final Resolution. Sin embargo, durante el combate, se encaró a Hardy y fue dejado inconsciente, permitiendo que Eric Bischoff entrara y ayudara a Hardy a retener el campeonato.

#### 2011

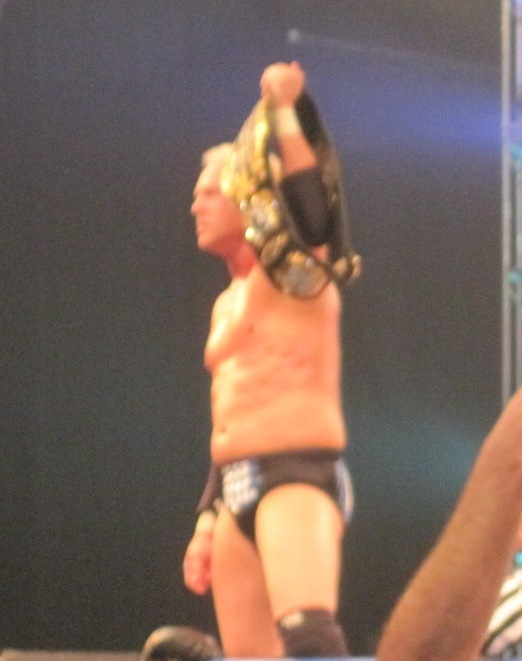
Anderson después de derrotar a Sting por el Campeonato Mundial Peso Pesado de la TNA.

Debido a que su mal arbitraje en Final Resolution causó la derrota de Morgan, se pactó un combate entre los dos en Genesis por una oportunidad por el Campeonato Mundial Peso Pesado. En el evento, Anderson derrotó a Morgan, convirtiéndose en el primer retador al título. Sin embargo, Eric Bischoff anunció que la lucha se efectuaría en ese mismo evento. En la lucha, interfirieron Ric Flair, Eric Bischoff y Matt Hardy, el cual esa misma noche había debutado en la TNA, a pesar de eso, Anderson derrotó a Jeff Hardy, gracias a la intervención de Morgan, Rob Van Dam y Mick Foley, coronándose como nuevo Campeón Mundial Peso Pesado de la TNA. Sin embargo, perdió el título en Against All Odds ante Hardy en un Ladder Match. Las siguientes semanas, exigió su revancha, pero siempre fue puesto en luchas por una oportunidad, enfrentándose a Rob Van Dam en Victory Road, quedando empate por doble cuenta de fuera y una semana más tarde en Impact! contra Van Dam, Bully Ray y A.J. Styles, quedando empate de nuevo. La semana siguiente, se volvió a enfrentar a Van Dam con el Campeón Mundial Peso Pesado de la TNA Sting como enforcer. Durante la lucha, el árbitro quedó noqueado y Sting le sustituyó, pero Anderson y él se empezaron a pelear, empezando ambos una rivalidad. Debido a esta pelea, Anderson fue descalificado, pero la semana siguiente, se pactó en Lockdown una lucha entre los tres en la cual Sting retuvo su título.
Dos semanas después, volvió a luchar por el título contra Sting y Bully Ray, pero Sting retuvo de nuevo. En la edición del 12 de mayo de Impact!, ganó una Battle Royal eliminando finalmente a Ray para enfrentarse a Sting en Slammiversary IX por el Campeonato Mundial Peso Pesado. Las semanas posteriores, empezó a imitar a Sting al usar su ropa antigua y humillándole, cambiando a Heel. En Slammiversary IX, Anderson ganó el Campeonato Mundial Peso Pesado de la TNA por segunda vez tras vencer a Sting. Sin embargo, Immortal empezó a presionarle para que se uniera al grupo, alegando protección contra los ataques de Sting, dándole un ultimátum en las grabaciones del 7 de julio de Impact Wrestling, donde le exigieron unas respuesta. En el evento principal de la noche, se enfrentó junto a Kurt Angle a Immortal, pero aplicó su "Mic Check" a Angle, uniéndose al grupo, cambiando por completo a Heel.
A pesar de esto, el 11 de julio (emitido el 14 de julio) en Impact Wrestling, Anderson perdió el título ante Sting, después de que Fortune atacara a los miembros de Immortal. Luego empezó a tener problemas con el miembro de Inmortal, Bully Ray. Anderson se enfrentó a Ray siendo derrotado en Hardcore Justice. En la edición de Impact Wrestling  de 9 de agosto fue sacado y atacado por Inmortal abandonando el stable, volviéndose face. Debido a aquello comenzó una rivalidad con el campeón Mundial Peso Pesado de TNA Kurt Angle, enfrentándose a Angle y a Sting en un Triple Threat Match en No Surrender por el Campeonato siendo derrotado. Luego reanudó su rivalidad con Bully Ray, a quien derrotó en Bound for Glory en un "Philadephia Falls Count Anywhere match". En Turning Point, Abyss & Mr. Anderson derrotaron a Immortal (Scott Steiner & Bully Ray), terminando su rivalidad con Immortal.

#### 2012
Tras estar tres meses inactivo, hizo su regreso el 8 de marzo en Impact Wrestling, ayudando a A.J. Styles en su rivalidad con Christopher Daniels y Kazarian. En Victory Road, Anderson hizo equipo con Styles enfrentando a Christopher Daniels & Kazarian, llevándose la victoria junto a Styles. En Lockdown, ambos volvieron a enfrentarse a Kazarian & Daniels en el Lethal Lockdown Match como parte del Team Garett (Garett Bischoff, Rob Van Dam, Austin Aries, Styles & Anderson) contra el Team Team Eric (Eric Bischoff, Gunner, Bully Ray, Daniels & Kazarian), donde su equipo se alzó con la victoria. En la siguiente edición de Impact Wrestling, Jeff Hardy y Mr. Anderson fueron derrotados por Rob Van Dam en un combate para elegir al nuevo retador al Campeonato Mundial. Durante el primer "Open Fight Night" la semana siguiente, Hardy hizo equipo con Anderson para enfrentarse a Magnus & Samoa Joe por el Campeonato Mundial en Parejas de la TNA, pero perdieron., las semanas siguientes comenzó varias discusiones con Jeff Hardy, lo que los llevó a enfrentarse en Sacrifice, donde ganó con polémica, debido a que Hardy rompió el Pinfall a la tercera palmada del árbitro. La semana siguiente, volvieron a enfrentarse para obtener una oportunidad al Campeonato Mundial Peso Pesado, ganando Hardy con la misma polémica. Debido a esto, en Slammiversary, Anderson se enfrentó a Jeff Hardy y Rob Van Dam en una lucha por una oportunidad al Campeonato Mundial Peso Pesado de TNA, combate que Anderson ganó. En la siguiente edición de Impact Wrestling, Anderson enfrentó a Bobby Roode por el Campeonato Mundial Peso Pesado de TNA, pero fue derrotado. Debido a esto, Anderson entró como participante del Bound for Glory Series para tratar de ganar otra oportunidad al Título. En Hardcore Justice se enfrentó a Magnus y Rob Van Dam en un Falls Count Anywhere Match por 20 puntos del Bound for Glory Series pero no logró ganar siendo RVD quien salió con la victoria. La participación de Anderson en el Bound for Glory Series finalizó el 23 de agosto en Impact Wrestling, donde a pesar de derrotar a Bully Ray, no le alcanzó para clasificar a las semifinales del torneo. El 27 de septiembre en Impact Wrestling, Anderson se enfrentó a Samoa Joe por el vacante Campeonato de la Televisión de TNA, pero fue derrotado. Más tarde sería anunciado como el compañero de Sting para enfrentar a Aces & Eights en Bound for Glory, pero debido a un ataque sufrido por parte de Aces & Eights el 4 de octubre fue reemplazado por Bully Ray.

#### 2013
Anderson hizo su regreso el 3 de enero, cuando le propusieron aliarse con Aces & Eights. Una semana después, se encaró a Kurt Angle, alegando que nadie lo ayudó meses atrás cuando fue atacado, cambiando a Heel. Esa misma noche se pactó un combate entre los dos, pero Angle fue atacado por Knux. Esto hizo que se pactara un combate en Genesis contra el aliado de Angle, Samoa Joe. En el evento, Anderson logró vencer a Joe después de la distracción de Knux. En Lockdown formó parte del equipo de Aces & Eights que fue derrotado por el equipo de TNA (James Storm, Magnus, Eric Young, Samoa Joe & Sting). En Slammiversary XI, Anderson, Wes Brisco y Garett Bischoff representaron a Aces & Eights, siendo derrotados por Jeff Hardy, Magnus y Samoa Joe. El 11 de julio en Impact Wrestling, Anderson fue nombrado cómo nuevo vicepresidente de Aces & Eights venciendo a DOC por votación de los demás miembros del club.
El 22 de agosto, Anderson condujo al equipo de Aces & Eights que fue derrotado por Main Event Mafia en un combate donde Devon tuvo que abandonar la empresa debido a la estipulación del combate. Durante las siguientes semanas, Anderson se mostró inconforme con la decisión de Bully Ray de incluir a Tito Ortiz en el grupo, por lo cual finalmente el 5 de septiembre en un combate de Bully Ray contra Sting, Anderson decidió no ayudar a Ray dejándolo perder y tras el combate anunció que él sería su próximo oponente por el Campeonato Mundial de Peso Pesado. Ambos se enfrentaron en un Last Man Standing el 12 de septiembre en No Surrender, donde fue derrotado. Tras el combate, Ray le aplicó una "Piledriver" en la rampa de entrada. Días después, se anunció su salida de la empresa al haberse acabado su contrato. Sin embargo, volvió a firmar con TNA, regresando un mes después, el día después de Bound for Glory, salvando al nuevo Campeón Mundial AJ Styles de un ataque de Ray. Esa misma noche, interfirió en la defensa de Styles, haciendo perder a Ray. Finalmente, Anderson derrotó a Ray en Final Resolution, por lo que, debido a las estipulaciones, Aces & Eights tuvieron que disolverse. Sin embargo, continuó su rivalidad con Ray cuando, la semana siguiente, Anderson organizó un funeral para el stable y Ray le interrumpió. El 12 de diciembre, cuando Anderson iba a participar en el Feast or Fired Match, Ray le atacó con una Piledriver antes de la lucha.

#### 2014-2016
Pronto, se unió junto a Christy Hemme en una rivalidad con Samuel Shaw. En Lockdown, Anderson fue derrotado. La rivalidad se extendió con varias interrupciones entre Anderson y Shaw. Finalmente en Sacrifice, Anderson derrotó a Shaw. Tiempo después, Anderson entró en una corta rivalidad con James Storm donde terminó en Slammiversary en donde, Anderson venció a Storm. Tras esto, retomó su rivalidad con Samuel Shaw debido a que Shaw se alió con su excompañero Gunner. Su rivalidad terminó en Hardcore Justice, donde Anderson venció a Shaw en un "I Quit" Match. En No Surrender, salió a defender a Chris Melendez de un ataque de Kenny King por lo que empezó a aliarse con Chris Melendez. Tras esto, dejó de ser frecuente en luchas para Impact Wrestling. Durante el 2015 en Bound for Glory, Anderson fue el primero en ingresar al 12-Man Bound for Gold Gauntlet Match, donde fue el último en ser eliminado, por Tyrus.
En marzo de 2016, Anderson confirmó que había dejado TNA. Luego se determinó que la empresa lo había despedido después de haberse negado a un control antidopaje.

### Regreso al circuito independiente (2016–2019)
El 5 de febrero, Anderson compitió en el torneo Road to Glory por Preston City Wrestling, derrotando a Luther Ward en la primera ronda. Al día siguiente, Anderson fue derrotado por Drew Galloway en los cuartos de final. Esa misma noche, Anderson se uniría a Billy Gunn y Tajiri para derrotar al equipo de Dave Rayne, Joey Hayes y Martin Kirby. El 6 de marzo, grabando el Friday Night Fight Club para Insane Championship Wrestling, Anderson competiría contra Joe Hendry en un esfuerzo por perder. El 3 de diciembre en House of Hardcore XXI: Blizzard Brawl, Anderson derrotaría al sádico. Anderson ahora está dividiendo el tiempo entre su escuela de lucha y las promociones locales de Minnesota con promociones ocasionales de grandes nombres.
El 29 de abril de 2017, en ROH Maestros de la artesanía, Anderson hizo su debut en el anillo de honor cuando desafió sin éxito para Marty Scurll's Campeonato Mundial de ROH Televisión.

### National Wrestling Alliance (2019)
Anderson debutó para la National Wrestling Alliance (NWA) en sus grabaciones televisivas el 30 de septiembre para NWA Power.

## En lucha

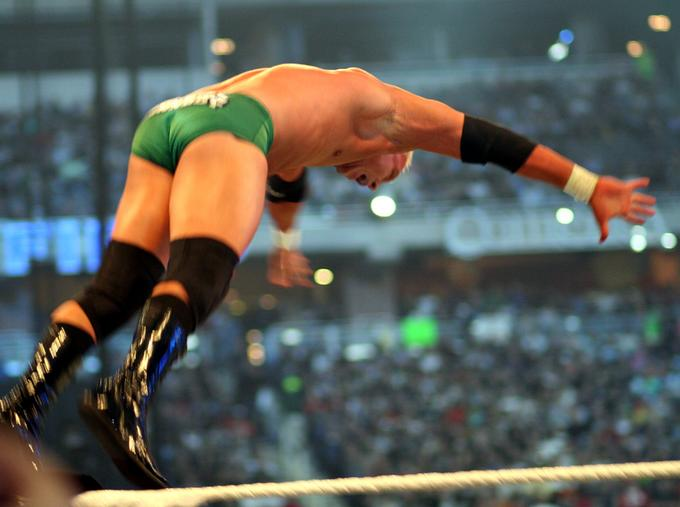
Kennedy aplicando la "Kenton Bomb".

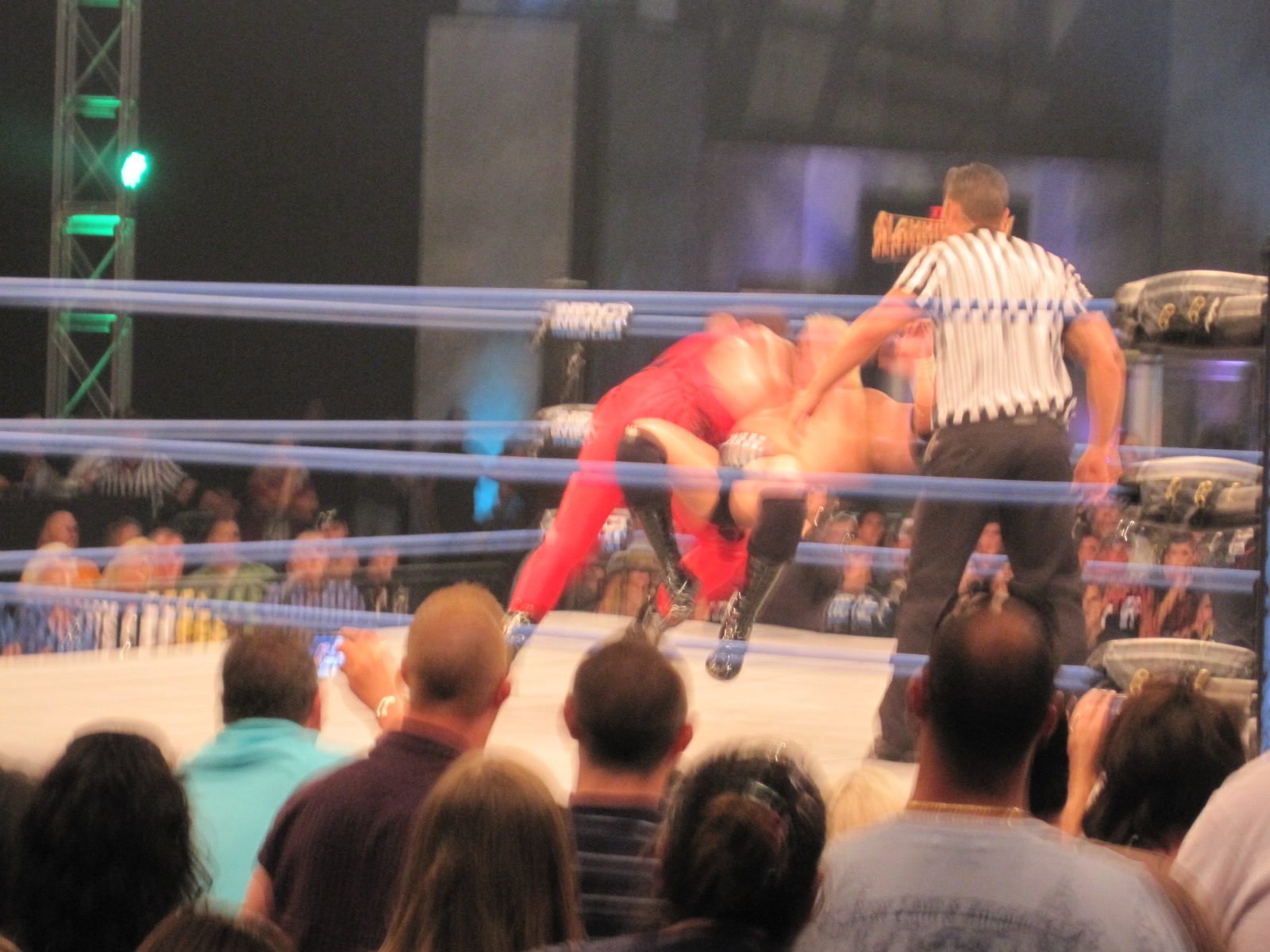
Kennedy aplicando el Mic Check a Sting.

- Movimientos finales
  - The Plunge[3] / Green Bay Plunge[34] / Lambeau Leap[35] (Diving rolling fireman's carry slam)
  - Kenton Bomb[36] (High-angle senton bomb, a veces desde una escalera) – 2005–2007, 2010-presente
  - Mic Check (Leg hook reverse STO) – 2007–presente
  - Inverted figure four Leglock 2006-2007 en pocas veces.
- Movimientos de firma
  - Arm trap swinging neckbreaker[37]
  - Facewash[37][38]
  - Feint roundhouse kick transitioned into an enzuigiri[37][38]
  - Knee lift
  - Rolling fireman's carry slam[39]
  - Suplex
  - Backbreaker drop
  - Straight Jacket neckbreaker

- Apodos
  - "The Green Bay Loudmouth"
  - "The Green Bay Gladiator"
  - "The Loudmouth Superstar"
  - "The Asshole"
  - "The Head Asshole in Charge"
- Tema De Entrada
  - Pour Some Sugar on Me" by Def Leppard (Circuito Independiente)
  - Turn Up the Trouble" por Ted Nigro y Jim Johnston (WWE; 1 de septiembre de 2005 – 25 de febrero de 2008)
  - Turn Up the Trouble" (Remix) por Airbourne (WWE; 3 de marzo de 2008 – 25 de mayo de 2009)
  - "Feedback" by Dale Oliver[179] (TNA; 10 de enero de 2010 – 3 de enero de 2013, 12 de septiembre de 2013 – 6 de enero de 2016)
  - "Immortals" by Dale Oliver[180] (TNA; 7 de julio de 2011 – 28 de julio de 2011; used as a member of Immortal)
  - "Deadman's Hand" (Instrumental) by Dale Oliver (TNA; 3 de enero de 2013 – 12 de septiembre de 2013; used as a member of Aces & Eights)

## Campeonatos y logros

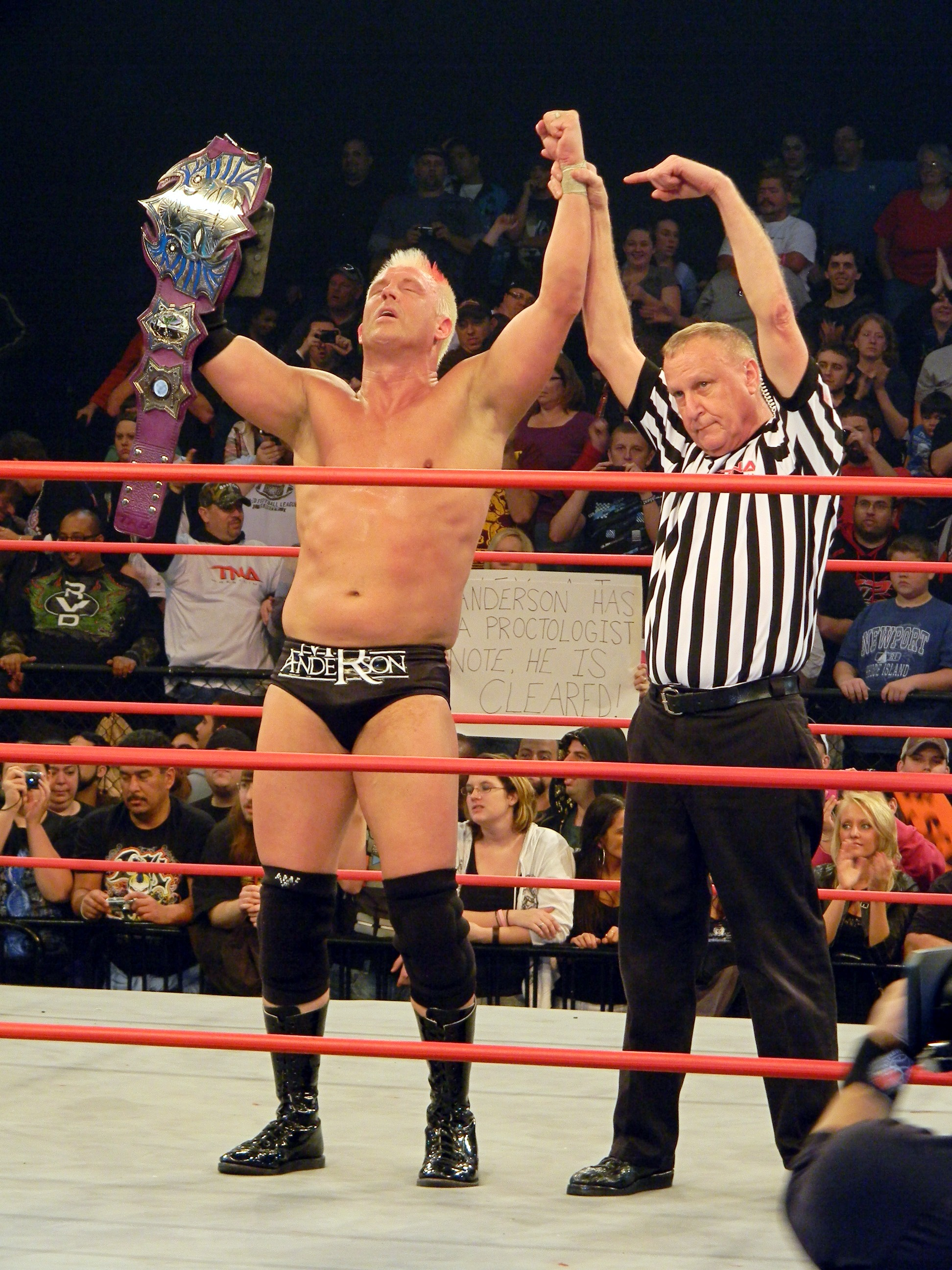
Anderson como Campeón Mundial Peso Pesado de la TNA.

- National Wrestling Alliance Midwest
  - NWA Midwest Heavyweight Championship (1 vez)[40]

- All-Star Championship Wrestling
  - ACW Heavyweight Championship (3 veces)
  - ACW Tag Team Championship (3 veces) - con Mike Mercury (1), Eric Hammers (1), Adrian Serrano (1)
  - ACW Television Championship (1 vez)
  - ACW Hall of Fame (Clase del 2009)
- Mid American Wrestling
  - MAW Heavyweight Championship (1 vez)[41]

- NWA Midwest
  - NWA Midwest Heavyweight Championship (1 vez)
- Great Lakes Championship Wrestling
  - GLCW Heavyweight Championship (1 vez)

- Nu Wrestling Evolution/New Wrestling Evolution
  - NWE Heavyweight Championship (1 vez)

- Total Nonstop Action Wrestling
  - TNA World Heavyweight Championship (2 veces)

- World Wrestling Entertainment
  - WWE United States Championship (1 vez)[42]
  - Money in the Bank (2007)[43]

- Ultimate Pro Championship Wrestling
  - UPCW Tag Team Championship (1 vez) – con Big Daddy Loke

- Xtreme Intense Championship Wrestling
  - XICW Tag Team Championship (1 vez)- con Joey Padgett

- Pro Wrestling Illustrated
  - Situado en el n.º 279 en los PWI 500 del 2005[44]
  - Situado en el n.º 204 en los PWI 500 del 2006[45]
  - Situado en el n.º 21 en los PWI 500 del 2007[46]
  - Situado en el n.º 35 en los PWI 500 del 2008[47]
  - Situado en el n.º 33 en los PWI 500 de 2010[48]
  - Situado en el n.º 7 en los PWI 500 de 2011[49]
  - Situado en el n.º 27 en los PWI 500 de 2012
  - Situado en el n.º 62 en los PWI 500 de 2013
- Wrestling Observer Newsletter
  - WON Mejor personaje -2005- Anunciador en el ring
  - Worst Gimmick (2013) Aces & Eights[50]

## Filmografía
- Tras la línea enemiga 3: Colombia
- The Tony Rock Project (solo un episodio)
- Family Feud (solo un episodio)